# Poynton (Shropshire)
Poynton lub Pointon – przysiółek w Anglii, w Shropshire, w dystrykcie (unitary authority) Telford and Wrekin. Leży 9,2 km od miasta Shrewsbury i 222 km od Londynu. W latach 1870–1872 miejscowość liczyła 95 mieszkańców. Poynton jest wspomniana w Domesday Book (1086) jako Peventone.